# Witbuikwipstaart
De witbuikwipstaart (Cinclodes palliatus) is een zangvogel uit de familie Furnariidae (ovenvogels). Het is een ernstig bedreigde, endemische vogelsoort in de hoge Andes van Midden-Peru.

## Kenmerken
De vogel is 24 cm lang en daarmee een zeer grote soort wipstaart. De vogel is overwegend wit, grijs en okerkleurig bruin. De vogel heeft een helderwitte keel, borst en buik, een donkere brede oogstreep en een grijze kruin. Dit grijs gaat over in donker okerkleurig bruin op de rug en de mantel. De slagpennen zijn zwart en de vogel heeft een opvallende lichte vleugelstreep. De snavel en poten zijn donker, bijna zwart.

## Verspreiding en leefgebied
Deze soort is endemisch in de Peruaanse provincies  Junín en Huancavelica. Hieruit kwamen tussen 1952 en 2008 de meeste waarnemingen, afkomstig uit zes locaties die lagen in veenmoerassen hoog in de Andes tussen de 4430 en 5000 m boven zeeniveau. Er is ook een waarneming aan het Junínmeer. De vogel stelt hoge eisen aan het leefgebied dat moet bestaan uit stromend, mineraalrijk water tussen "kussens" vormende vegetatie en rotsblokken.

## Status
De witbuikwipstaart heeft een zeer beperkt verspreidingsgebied en daardoor is de kans op uitsterven aanwezig. De grootte van de populatie werd in 2012 door BirdLife International geschat op 70 tot 400 individuen en de populatie-aantallen nemen af. Het leefgebied wordt aangetast door het verzamelen van veen voor de teelt van paddenstoelen en ontwatering waarbij veenmoeras wordt omgezet in gebied voor agrarisch gebruik zoals beweiding. Mijnbouwactiviteiten en klimaatverandering zijn ook bedreigende factoren. Om deze redenen staat deze soort als ernstig bedreigd ("kritiek") op de Rode Lijst van de IUCN.